# Stradomia Dolna
Stradomia Dolna – wieś w Polsce położona w województwie dolnośląskim, w powiecie oleśnickim, w gminie Dziadowa Kłoda.

## Podział administracyjny
W latach 1975–1998 miejscowość administracyjnie należała do województwa kaliskiego.

## Nazwa
Nazwa miejscowości notowana była w formach Stradano inferiori (ok. 1300), Nieder Stradom (1666-67), Nied[er] Stradam (1743), Stradam, Nieder- (1783), Stradam, Nieder-, Dolna Stradomia (1845), Stradam Nieder (1919), Nieder Stradam (1934), Nieder Stradam (1941), Stradomia Dolna (1947).
Jest to nazwa dzierżawcza, która wywodzi się od nazwy osobowej *Stradom, pochodzącej od czasownika stradać ‘tracić’. Została utworzona przez dodanie archaicznego przyrostka -ja. W celu odróżnienia od Stradomi Wierzchniej opatrzono nazwę członem dyferencyjnym Dolna. W języku niemieckim przyjęła ona formę Nieder Stradam.

## Zabytki
Do wojewódzkiego rejestru zabytków wpisany jest:
- zespół pałacowy Stradomia Nowa, z przełomu XVIII/XIX w.:
  - pałac
  - park

## Arboretum
W pobliżu miejscowości znajduje się jedno z największych w Polsce arboretów, o powierzchni około 650 ha. Obiekt założono na początku lat 90. Na jego terenie możemy znaleźć m.in. bogatą kolekcję sosen i różaneczników, alpinaria czy powierzchnie kolekcyjne z nasadzeniami traw ozdobnych i bylin. Placówka zajmuje się także plantacjami nasiennymi drzew np. modrzewia europejskiego.